# Amine Harit
Amine Harit - em árabe, أمين حارث (Pontoise, 18 de junho de 1997) é um futebolista francês naturalizado marroquino que atua como meio-campo no Olympique de Marseille.

## Carreira

### Nantes
Amine Harit começou sua carreira nas categorias de base do Nantes em 2012. O franco-marroquino rapidamente se adaptou à posição de meia-ofensivo e ganhou espaço nas equipes sub-17 e sub-19 da França. Após uma boa participação na Euro 2016 sub-19, ele fez sua estreia como profissional pelo Nantes, fora de casa contra o Dijon em 13 de Agosto de 2016, tendo disputado os 90 minutos na vitória de 1x0 na 1ª rodada da Ligue 1. Sua estreia em casa foi diante do Monaco, em derrota por 1x0 no dia 20 de Agosto de 2016. Seu primeiro gol como profissional foi marcado no derby contra o Angers, marcando o 2º gol da partida na vitória por 2x0 do time visitante, em Dezembro de 2016. Harit foi expulso no último minuto da partida contra o Nancy, em casa, quando seu time perdeu por 2x0, essa expulsão resultou na sua suspensão da partida seguinte, contra o Olympique de Marseille, onde o Nantes ganhou por 3x2. A partir daí, Harit teve dificuldades em retornar ao time titular sob o comando de Sérgio Conceição, que havia sido contratado em Dezembro, estando no time titular em apenas 3 ocasiões de 13 disponíveis. Em uma dessas, contra o Lyon em Maio, o meia produziu sua primeira assistência na carreira, dando o passe que gerou o gol de Valentin Rongier na derrota por 3x2.

### Schalke 04
Em julho de 2017, o clube alemão Schalke 04 anunciou a contratação de Harit em uma contrato de 4 anos. O valor da transferência nunca foi divulgado pelos clubes, mas estima-se que o Schalke pagou 8 milhões de Euros pelo passe do jogador, além de 2 milhões em cláusulas futuras.
Sua estreia foi dia 14 de agosto daquele ano, contra o BFC Dynamo, em partida válida pela DFB-Pokal, onde o Schalke venceu por 2x0. Harit foi titular e saiu durante o intervalo. Pela Bundesliga, o jogador fez sua estreia na 1ª rodada da temporada 2017/2018, jogando em casa contra o RB Leipzig, onde ele anotou uma assistência na vitória por 2x0. Na 3ª rodada, Harit deu 2 assistências na vitória por 3x0 contra o Stuttgart. Seu primeiro gol no time alemão foi no empate histórico contra o Borussia Dortmund fora de casa, onde o Schalke perdia por 4x0 até os 15 minutos do segundo tempo. Na ocasião, Amine começou no banco de reservas, entrando ainda na 1ª etapa e marcando o 2º gol dos visitantes.

### Seleção
Harit passou pelas seleções de base da França desde o nível sub-17 até o sub-21. Por ter origem marroquina, o jogador poderia ter atuado pela seleção africana, mas recusou a convocação para o time sub-19 em 2015. Em 2016, ele conquistou o único título da sua carreira até então, a Euro 2016 com a equipe sub-19 da França. Em Setembro de 2017, Harit anunciou através das suas redes sociais a decisão de defender a seleção do país natal de seus pais, o Marrocos. Sua primeira partida pela Seleção de Marrocos foi em Outubro, durante as Eliminatórias da Copa de 2018, entrando no final da partida contra o Gabão em Marrakech, que terminou em vitória por 3x0 do time da casa. Na partida seguinte, um amistoso contra a Coreia do Sul, ele foi titular na vitória por 3x1, dando 2 assistências, em partida disputada na Suíça.

## Títulos
França
- Campeonato Europeu Sub-19: 2016

### Prêmios individuais
- Equipe do torneio do Campeonato Europeu Sub-19 de 2016[4]
- Revelação da Bundesliga na temporada 2017/2018

### Líder de assistências
- Liga Europa da UEFA de 2023–24: (6 assistências)